# Andrzej Żebrowski (lekarz)
Andrzej Marek Żebrowski (ur. 13 maja 1941 w Radomiu, zm. 18 września 2002 w Łodzi) – polski lekarz, specjalista chorób wewnętrznych i kardiologii, profesor nadzwyczajny Akademii Medycznej w Łodzi, twórca koncepcji wykorzystania wód geotermalnych w Uniejowie do celów leczniczych.

## Edukacja
Ukończył III Liceum Ogólnokształcące im. Tadeusza Kościuszki w Łodzi (1958), a następnie Akademię Medyczną w Łodzi (Wydział Lekarski, 1964) oraz Uniwersytet Łódzki (Wydział Biologii i Nauk o Ziemi, 1967).

## Kariera naukowa
Obronił prace doktorską z zakresu problemów onkologicznych (1974). Uzyskał tytuł doktora habilitowanego za pracę poświęconą immunologii nowotworów (1988). W 1992 r. został powołany na stanowisko profesora nadzwyczajnego Akademii Medycznej w Łodzi. Do jego zasług należy utworzenie i prowadzenie Pracowni Immunologii Kardiologicznej, a następnie Zakładu Immunologii Klinicznej. Prowadził zajęcia dydaktyczne z balneologii, propedeutyki lekarskiej oraz reumatologii. Był członkiem towarzystw naukowych, m.in. Stowarzyszenia Lekarzy Internistów (prezes), Federacji Lekarzy Polskich (prezes), Polskiego Towarzystwa Kardiologicznego, Polskiego Towarzystwa Balneologii i Medycyny Fizykalnej i Polskiego Towarzystwa Immunologii Doświadczalnej i Klinicznej.

## Praca zawodowa
Po odbyciu dwuletniego stażu podyplomowego w klinikach Akademii Medycznej w Łodzi podjął pracę lekarza w łódzkim pogotowiu ratunkowym. Następnie związał się zawodowo z Akademią Medyczną w Łodzi, gdzie uzyskał specjalizacje z zakresu: chorób wewnętrznych (I i II stopień), kardiologii, chirurgii ogólnej oraz balneologii. Pracował w klinikach chorób wewnętrznych o profilu hematologicznym oraz kardiologicznym (II Klinika Chorób Wewnętrznych, Klinika Kardiologii Instytutu Kardiologii, I Klinika Chorób Wewnętrznych, Klinika Kardiologii Instytutu Medycyny Wewnętrznej). Był ordynatorem Oddziału Chorób Wewnętrznych z Pododdziałem Kardiologicznym w Wojewódzkim Wielospecjalistycznym Centrum Onkologii i Traumatologii im. Mikołaja Kopernika w Łodzi. Pełnił funkcję konsultanta wojewódzkiego z zakresu chorób wewnętrznych oraz balneologii. Był przewodniczącym Komisji Rzecznika Zawodu Lekarza Okręgowej Izby Lekarskiej w Łodzi.

## Działalność na rzecz Uniejowa

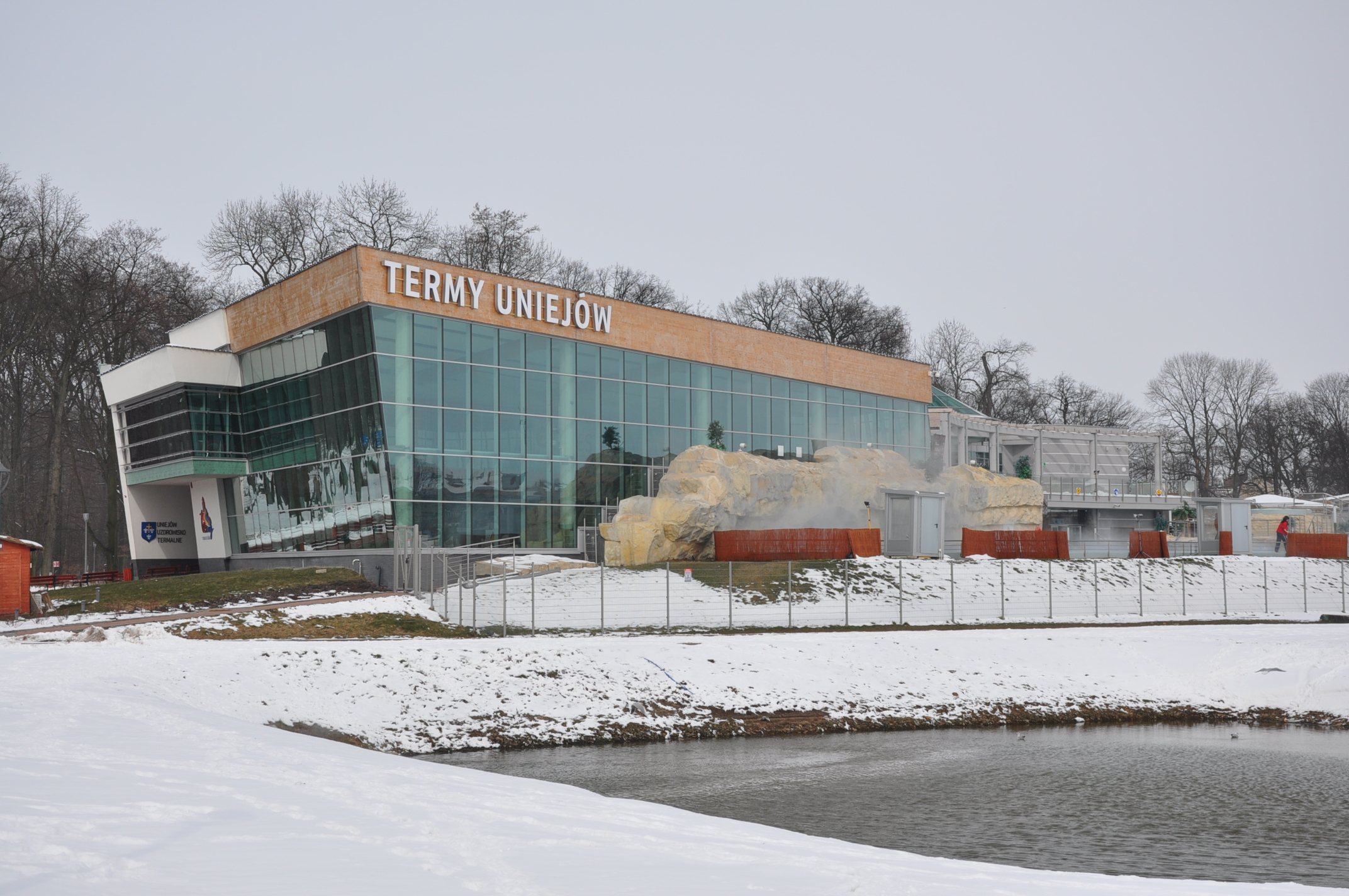
Kompleks „Termy Uniejów”.

Andrzej Żebrowski utworzył w Uniejowie ośrodek badawczy w celu badania składu wód geotermalnych eksploatowanych na tym terenie. W latach 90. wykazał, że składniki znajdujące się wodzie geotermalnej z tych złóż mają cenne właściwości lecznicze, m.in. zabijają gronkowca złocistego, są pomocne w leczeniu chorób skóry (atopowe zapalenie skóry, łuszczyca, niegojące się owrzodzenia) i mają korzystny wpływ na krążenie. Na prośbę Fundacji na Rzecz Zagospodarowania Wód Termalnych w Uniejowie przyjął funkcję Koordynatora Organizacji Ośrodka Balneologicznego w Uniejowie i działał na rzecz utworzenia pierwszego w Polsce uzdrowiska termalnego. Po śmierci Andrzeja Żebrowskiego prace były kontynuowane, prowadząc do otwarcia kompleksu „Termy Uniejów” w 2008 r.

## Odznaczenia
Opracowano na podstawie materiału źródłowego:
- Złoty Krzyż Zasługi,
- Honorowa Odznaka Miasta Łodzi,
- odznaka Za Wzorową Pracę w Służbie Zdrowia,
- srebrna odznaka Za Zasługi dla Województwa Włocławskiego.

## Upamiętnienie

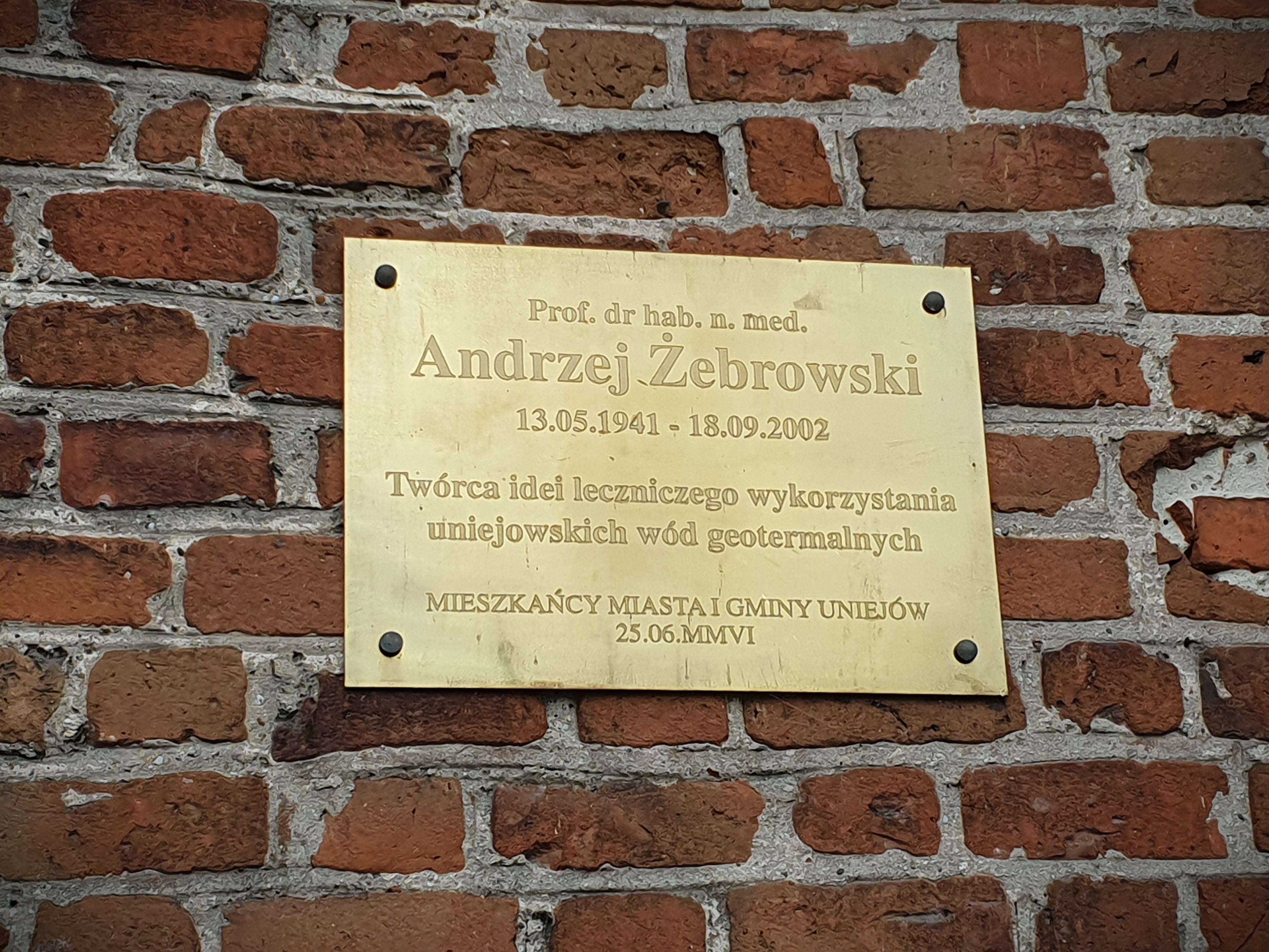
Tablica pamiątkowa w Uniejowie (2023)

- W 2006 r. w Uniejowie odsłonięto tablicę pamiątkową poświęconą Andrzejowi Żebrowskiemu[5][2].
- W 2007 r. odsłonięto tablicę pamiątkową poświęconą Andrzejowi Żebrowskiemu w Wojewódzkim Szpitalu Specjalistycznym im. Mikołaja Kopernika w Łodzi[7].